# Opération Linebacker
Pour les articles homonymes, voir Opération Linebacker II.
Guerre du Viêt Nam
Batailles
L’opération Linebacker est une opération de bombardement aérien menée par la 7th USAAF et la Task Force 77 de l'United States Navy contre la république démocratique du Viêt Nam (Nord-Viêt Nam) du 9 mai au 23 octobre 1972 pendant la guerre du Viêt Nam.

## Contexte et objectifs

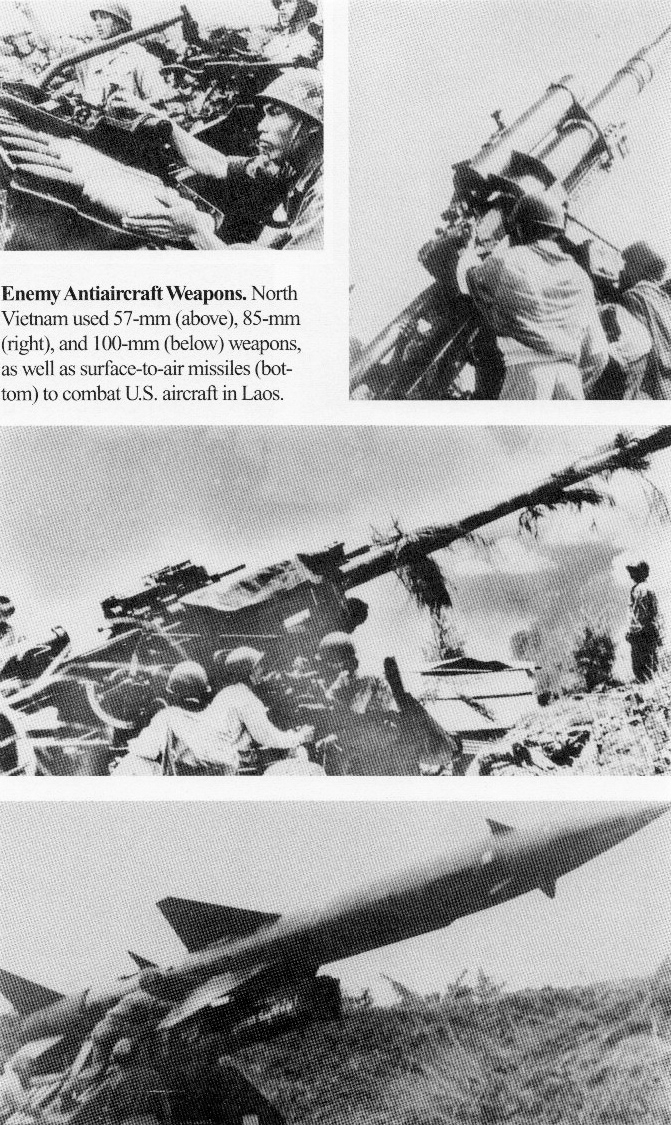
La défense anti-aérienne nord-vietnamienne selon un document américain.

Son objectif est de stopper le transport de logistiques et de matériels à destination de l'Armée populaire vietnamienne qui a lancé depuis le 30 mars 1972 l'offensive Nguyen Hue (connue en Occident sous le nom d'offensive de Pâques), l'invasion de la république du Viêt Nam (Sud-Viêt Nam), commencée par la bataille de Quảng Trị le long de la zone vietnamienne démilitarisée et qui prend les Sud-Vietnamiens par surprise, n'étant pas du tout préparés.
Il s'agit de la première campagne de bombardements continus menée par les Américains depuis que ceux-ci avaient été arrêtés par le président Lyndon B. Johnson en novembre 1968.

## La campagne de bombardements

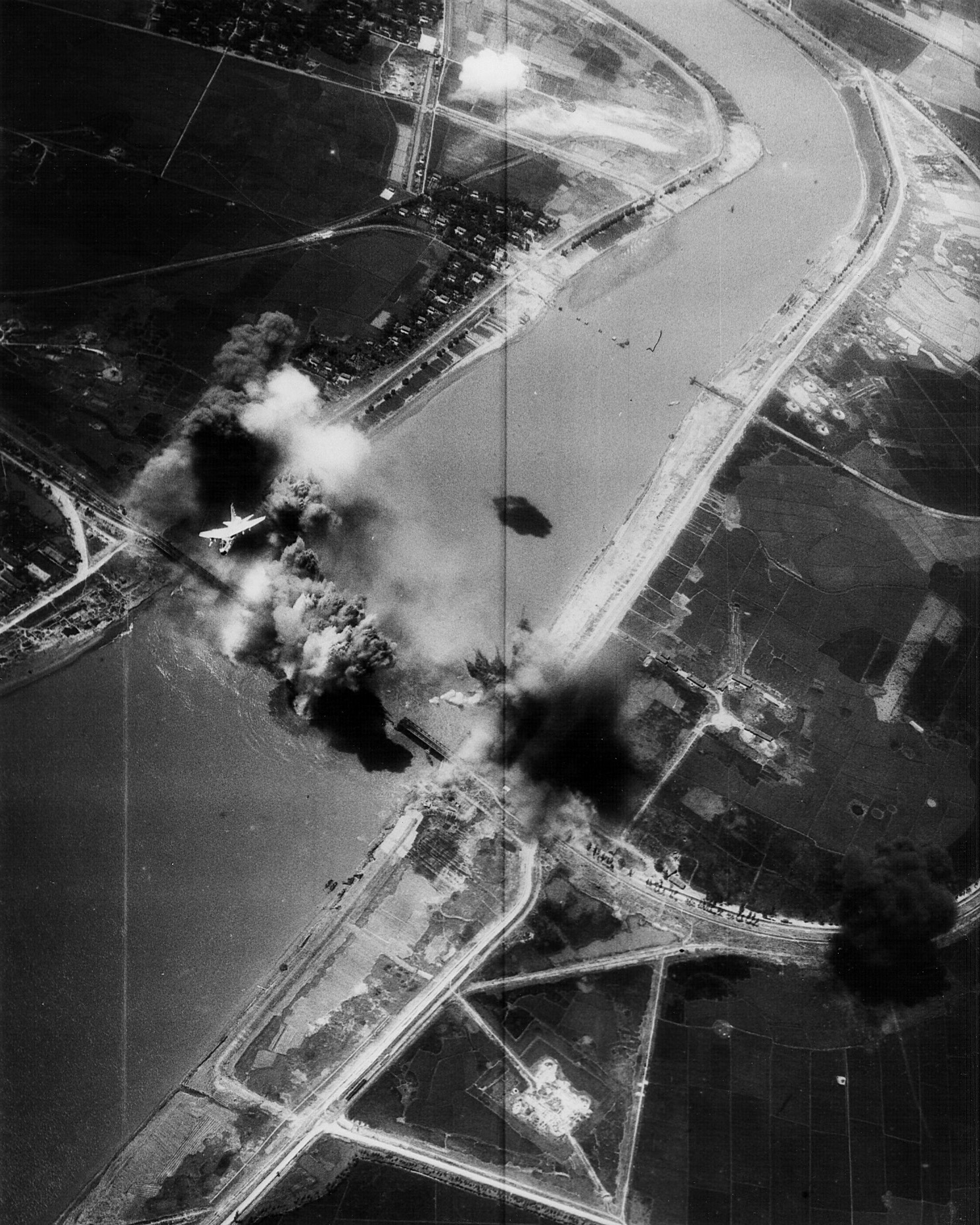
Destruction du pont de Hai Duong par l'USAF le 10 mai 1972.

414 sorties ont lieu le premier jour de l'opération, le 10 mai 1972, (120 par l'Air Force et 294 par la Navy) pour soutenir les forces au sol sud-vietnamiennes. L’USAF met en œuvre plus de 110 F-4 Phantom II toutes versions confondues. Pour la première fois un seul type d’appareil (hormis les KC-135 de ravitaillement et les E-2 et EC-121 d’alerte avancée) est utilisé pour les missions de reconnaissances d’objectifs (RF-4C), de destruction radar (EF-4 Wild Weasel) d’attaque et bombardement (F-4C et F-4D) et chasseur (F-4C et F-4D). Ce jour-là, l’USAF et l’US Navy détruisirent 11 MiG (MiG-17 et MiG-21) pour la perte de 2 F-4 . C’est le nombre le plus élevé de MiG détruits en une seule journée pendant la guerre du Vietnam dans des combats aériens,.
La défense anti-aérienne et les missiles sol-air mettent hors de combat 2 autres avions de la Navy. Des aéronefs sudistes de l'ARVN se joignent aux raids.
À la fin du mois, les Américains sont parvenus à détruire 13 ponts près des chemins de fer reliant Hanoï à la frontière chinoise.
Dans les mois suivants, les bombardements s'intensifient ; les Boeing B-52 Stratofortress utilisent des bombes guidées contre des cibles nord-vietnamiennes. L'armée de l'air du Nord-Viêt Nam, qui dispose d'environ 200 intercepteurs, s'oppose farouchement aux avions américains.

## Conclusion de l'opération
L'opération contraint Hanoï à retourner à la table des négociations début août 1972 et à abandonner ses demandes de remplacement du président sud-vietnamien Nguyễn Văn Thiệu par une coalition gouvernementale dirigée par le Front national de libération du Sud Viêt Nam (FNL). En décembre 1972, à la suite d'un nouvel arrêt des négociations, l'opération Linebacker II est déclenchée, conduisant à une reprise de celles-ci. Ce sont les accords de paix de Paris signés en janvier 1973, qui mettent temporairement fin à la guerre.

## Pertes de l'armée de l'air nord-vietnamienne
| Dates               | Par  | MiG-21 | MiG-19 | MiG-17 | Total |
| ------------------- | ---- | ------ | ------ | ------ | ----- |
| 5 avril – 9 mai     | USAF | 4      | 1      |        | 5     |
|                     | USN  | 2      |        | 2      | 4     |
| 10 mai – 23 octobre | USAF | 30     | 7      |        | 37    |
|                     | USN  | 3      | 2      | 11     | 16    |
|                     | USMC | 1      |        |        | 1     |
| Total               |      | 40     | 10     | 13     | 63    |

## Pertes aériennes des armées américaines
Du 10 mai au 23 octobre, les États-Unis ont perdu un total de 134 avions, soit au-dessus du Nord-Viêt Nam, soit en conséquence directe des missions Linebacker. Cent-quatre ont été perdus au combat et trente détruits lors d'accidents. Les pertes par armée ont été :
|                      | USAF    | USN    | USMC | Total |
| -------------------- | ------- | ------ | ---- | ----- |
| F-4D/E Phantom II    | 43 + 17 |        |      | 60    |
| RF-4C Photo Recon    | 2 + 1   |        |      | 3     |
| F-105G Wild Weasel   | 4 + 1   |        |      | 5     |
| F-111A Aardvark      | 2       |        |      | 2     |
| F-4B/J Phantom II    |         | 8 + 3  |      | 11    |
| A-7A/C/E Corsair II  |         | 22 + 3 |      | 25    |
| A-6A Intruder        |         | 3      | 4    | 7     |
| F-8J Crusader        |         | 2 + 3  |      | 5     |
| A-4F Skyhawk         |         | 5 + 1  |      | 6     |
| RA-5C Vigilante      |         | 1      |      | 1     |
| RF-8G Photo Crusader |         | 2 + 1  |      | 3     |
| F-4J Phantom II      |         |        | 4    | 4     |
| A-4E Skyhawk         |         |        | 2    | 2     |
| Total                | 70      | 54     | 10   | 134   |